# Anacroneuria ytuguazu
Anacroneuria ytuguazu är en bäcksländeart som beskrevs av Froehlich 2002. Anacroneuria ytuguazu ingår i släktet Anacroneuria och familjen jättebäcksländor. Inga underarter finns listade i Catalogue of Life.